# محمدمهدی امامی مازندرانی
محمدمهدی امامی مازندرانی (امیرکلایی) (۱۲۵۸–۱۳۳۷) فقیه، حکیم، متکلم و عارف ایرانی بود.

## سال‌های اولیه زندگی
مازندرانی در سال ۱۲۵۸ (۱۲۹۷ ه. ق) در امیرکلا از توابع بابل به دنیا آمد. وی تحصیلات مکتبی را در زادگاه خود به پایان رسانید. در سن ۱۳ سالگی به بابل رفت و نزدعلی اصغر امیرکلایی(علی‌اصغر مازندرانی) به تحصیل پرداخت.
در سن ۲۸ سالگی در مدرسه صدر تهران تدریس کرد. وی با دختر سید احمد آرایی ازدواج کرد که ثمره آن ده فرزند بود.
به دنبال اعدام شیخ فضل الله وی در سال ۱۳۳۰ هجری تهران را ترک کرد و راه نجف را پیش گرفت.
او در سال ۱۳۴۰ به ایران بازگشت و پس از ۶ سال تصدی ریاست حوزه علمیه بابل به قم رفت.

## استادان

### استادان در بابل
- علی‌اصغر مازندرانی (۱۳۳۰–۱۲۴۵ ه. ق)
- اسماعیل بن حداد متوفی (۱۳۲۷ه. ق)
- محمد حسین شریعتمدار (۱۳۲۰–۱۲۴۰ق)
- سید احمد استاد (۱۳۶۵–۱۲۸۰ق)

### استادان در تهران
- سید عبدالکریم لاهیجی
- شیخ فضل الله نوری

### استادان در نجف
- شیخ عبدالله مازندرانی
- آخوند خراسانی
- سید محمدکاظم طباطبایی یزدی
- شیخ الشریعه
- محمدحسین نائینی[۳]

## شاگردان
- سید محمد حجت کوه‌کمری
- روح‌الله خمینی
- مرتضی مطهری
- سید عزالدین حسینی زنجانی
- محمدتقی جعفری
- عبدالکریم حق‌شناس
- سید جلال‌الدین آشتیانی
- عباس زریاب خویی

## آثار
- رساله عملیه جواهر الفقهیه در سال ۱۲۰۹ شمسی در نجف تألیف و تا سال ۱۳۳۴ ادامه داشت.[۴]
- تعلیقه بر عروة الوثقی
- تعلیقه حاشیه بر منظومه سبزواری
- تعلیقه بر شفا و اشارات بوعلی سینا[۵]

## مبارزات سیاسی
او از شاگردان شیخ فضل الله نوری بود. در جریان کشف حجاب به کاشان تبعید شد.

## درگذشت
وی در روز جمعه ۱۰ جمادی الثانی ۱۳۷۸ (۱ دی ماه ۱۳۳۷) در تهران درگذشت و در قبرستان شیخان قم به خاک سپرده شد.